# 1349년

## 연호
- 원(元) 지정(至正) 9년
- 일본(日本) 남조(南朝) 쇼헤이(正平) 4년
- 일본(日本) 북조(北朝) 조와(貞和) 5년
- 쩐 왕조(陳朝) 티에우퐁(紹豊) 9년

## 기년
- 원(元) 혜종(惠宗) 17년
- 고려(高麗) 충정왕(忠定王) 원년
- 쩐 왕조(陳朝) 유종(裕宗) 9년

## 사망
- 영국 철학자 오컴의 윌리엄